# YAMA-P
『YAMA-P』（ヤマピー）は、山下智久の1枚目のベスト・アルバム。2016年1月27日にワーナーミュージック・ジャパンから発売。

## 概要
前作『YOU』以来およそ1年4ヶ月ぶりのアルバムで、自身初のベスト・アルバムである。
初回限定盤A（CD+DVD）、初回限定盤B（CDのみ）、通常盤（CDのみ）の3形態でのリリース。
今作には、ワーナーミュージック移籍以降にリリースされたシングル表題曲やアルバムのリードトラックなどが、全曲リマスタリングされリリース順に収録されている。また、長らく音源化されていなかった山下本人作詞の「Dreamer」を亀田誠治がアレンジし直し、「Dreamer (New Recording Version)」としてセルフカバーで初収録している。
初回限定盤Aには「MUSIC VIDEO COLLECTION」として、ワーナーミュージック移籍後に発表されたミュージックビデオ全8曲を収録。初回限定盤Bには、「Dreamer (New Recording Version)」のbanvoxによるリミックス「Dreamer -banvox Remix-」を収録。

## 収録曲

### CD
※はアルバム初収録。曲の詳細はそのページを参照。
1. 愛、テキサス
作詞：ティカ・α、作曲：永井聖一、編曲：やくしまるえつこ・永井聖一
  - 5thシングル
2. LOVE CHASE※
作詞：Blaise・Maynard・tax、作曲：Blaise・Maynard、編曲：Maynard Plant・Zen Nishizawa
  - 6thシングル
3. ERO -2012 version-
作詞：野島伸司、作曲・編曲：前山田健一
  - 2ndアルバム「エロ」リードトラック
4. 怪・セラ・セラ
作詞：大胡田なつき・成田ハネダ、作曲：成田ハネダ、編曲：パスピエ
  - 7thシングル
5. SUMMER NUDE '13※
作詞：桜井秀俊・倉持陽一、作曲：桜井秀俊
  - 8thシングル
6. 原始的じゃナイト ～アナログ ラブ～
作詞：和田唱、作曲：久保田利伸、編曲：大沢伸一
  - 3rdアルバム「A NUDE」リードトラック
7. HELLO
作詞：秦基博、作曲：BACH LOGIC・TAKUYA HARADA・BASIM、編曲：BACH LOGIC
  - ミニアルバム「遊」リードトラック
8. YOUR STEP
作詞：ナオト・インティライミ・Jeff Miyahara、作曲：Andy Platts・Christian Fleps・Anthony Galatis、編曲：Jeff Miyahara
  - 4thアルバム「YOU」リードトラック
9. 抱いてセニョリータ -2014 version-
作詞：zopp、作曲：渡辺未来・真崎修、編曲：akkin・corin.
  - 1stシングルの新録バージョン
  - 4thアルバム収録曲
10. Dreamer -New Recording Version-
作詞：山下智久、作曲：ヒロイズム、編曲：亀田誠治
  - 未発表曲の新録バージョン

原曲よりも音程が低く、アレンジが大きく異なる。
11. Dreamer -banvox Remix-
リミックス：banvox
  - 未発表曲のリミックスバージョン

初回限定盤Bのみ収録。

### DVD「MUSIC VIDEO COLLECTION」
※初回限定盤Aのみ
1. 愛、テキサス
2. LOVE CHASE
3. ERO -2012 version-
4. 怪・セラ・セラ
5. SUMMER NUDE '13
6. Nocturne
7. 原始的じゃナイト ～アナログ ラブ～
8. YOUR STEP -Tomohisa Yamashita Directer's cut-